# Династическая левая
Династическая левая (исп. Izquierda Dinástica) — испанская политическая партия, основанная в 1882 году во время правления Альфонсо XII. Партия объединила большую часть членов республиканской Радикально-демократической партии во главе с Сехисмундо Моретом, Эухенио Монтеро Риосом и Кристино Мартосом с диссидентами из Либеральной партии, недовольными «правой» политикой правительства её лидера Сагасты. Издавала одноимённую газету. Распущена в 1885 году, когда почти все её члены присоединились к Либеральной партии.

## Основание

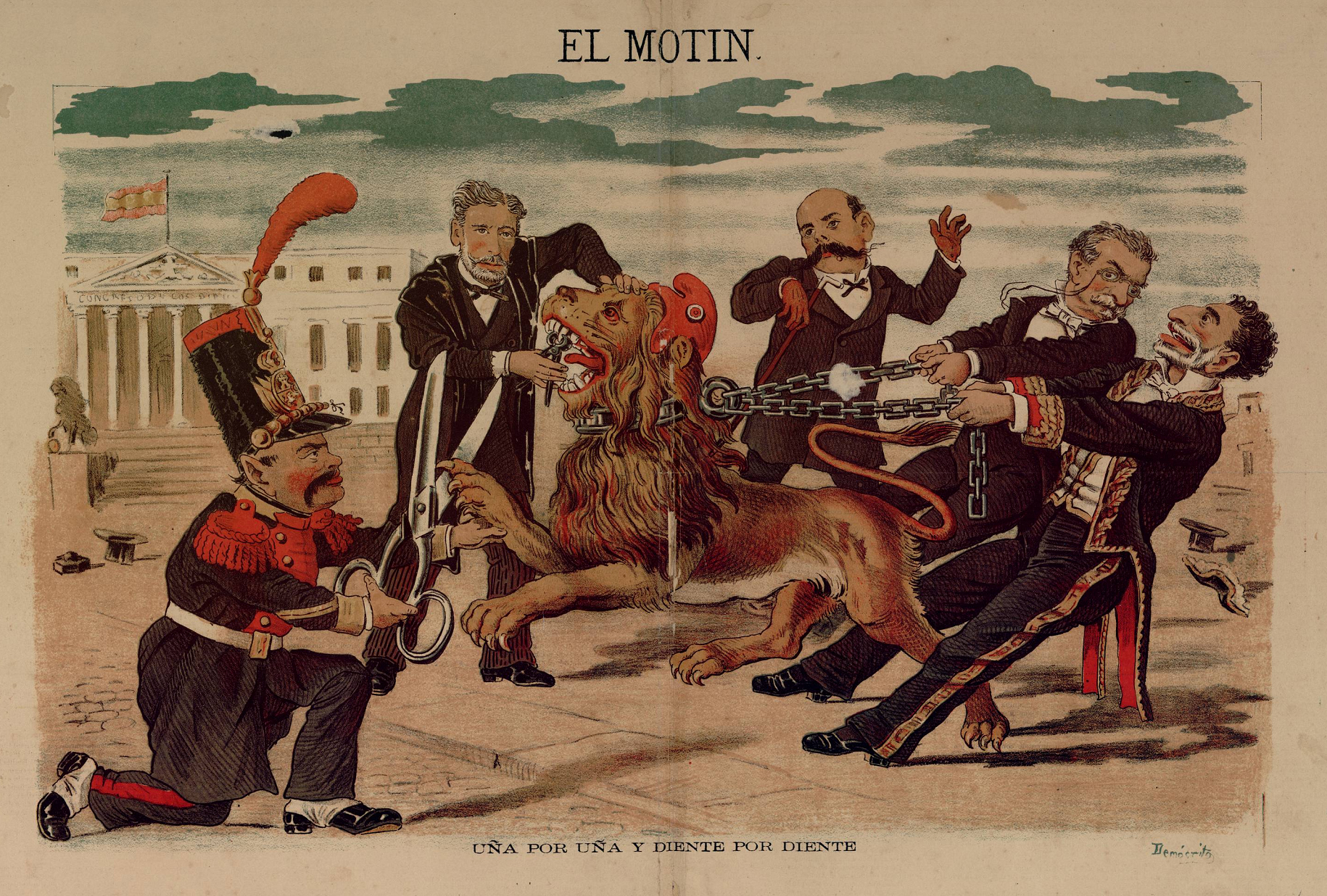
Карикатура в журнале El Motín (16 октября 1881), высмеивающая либеральных деятелей (Сагаста, Монтеро Риос, Морет и другие), помогающих консерватору-монархисту Кановасу обуздать Республику.

В феврале 1881 года к власти в Испании впервые пришла образованная годом ранее Либеральная партия, сформировав правительство во главе со своим лидером, Пракседесом Матео Сагастой. Приход к власти либералов спровоцировал раскол в республиканской Радикально-демократической партии, лидеро которой, Сехисмундо Морет, покинул республиканские ряды и основал Монархическо-демократическую партию, к которой присоединились многие его однопартийцы. Оставшиеся радикалы во главе с Мануэлем Руисом Соррилья основали Прогрессистско-республиканскую партию, провозгласив «восстание» единственным методом доступа к власти. 10 октября 1881 года в Медицинской академии было предложено создать новую партию, которая объединила бы сторонников демократической монархии. Летом 1882 года демократы-монархисты Морета, к которым примкнули Эухенио Монтеро Риос и Кристино Мартос, а также диссиденты из Либеральной партии, недовольные «правой» политикой Сагасты, среди которых был генерал Хосе Лопес Домингес, племянник генерала Серрано объявили о создании партии, названной Династическая левая. Переговоры были непростыми. Программа моретистов — Конституция 1876 года, изменённая в духе Конституции 1869 года — была подвергнута сомнению Серрано и Мартосом, которые выступали за Конституцию 1869 года. После болезненных дискуссий предложения моретистов были отклонены, и в качестве программы была принята Конституция 1869 года, хотя и немного изменённая в смысле конституции 1876 года.
Во главе династических левых стояли два политических ветерана: генерал Серрано (71 год) и Хосе де Посада Эррера (68 лет). Они хотели сместить Сагасту, чтобы сформировать подлинно Либеральную партию, верную «духу 69 года». Сагасте предложили вступить в новую партию, оставив «ретроградов в руках консерваторов» и для этого была организована его встреча с генералом Серрано, но Сагаста не согласился на компромисс. Со своей стороны, король Альфонсо XII способствовал формированию династических левых с целью убедить радикальные группы принять его монархию. С другой стороны, его попытка встретиться с Руисом Соррильей и убедить его признать Реставрацию провалилась.
Организация партии завершилась в марте 1883 года формированием правления, в которое, помимо Серрано, вошли Лопес Домингес, Морет, Балагер, Бесерра и Монтеро Риос.

## Борьба против Сагасты

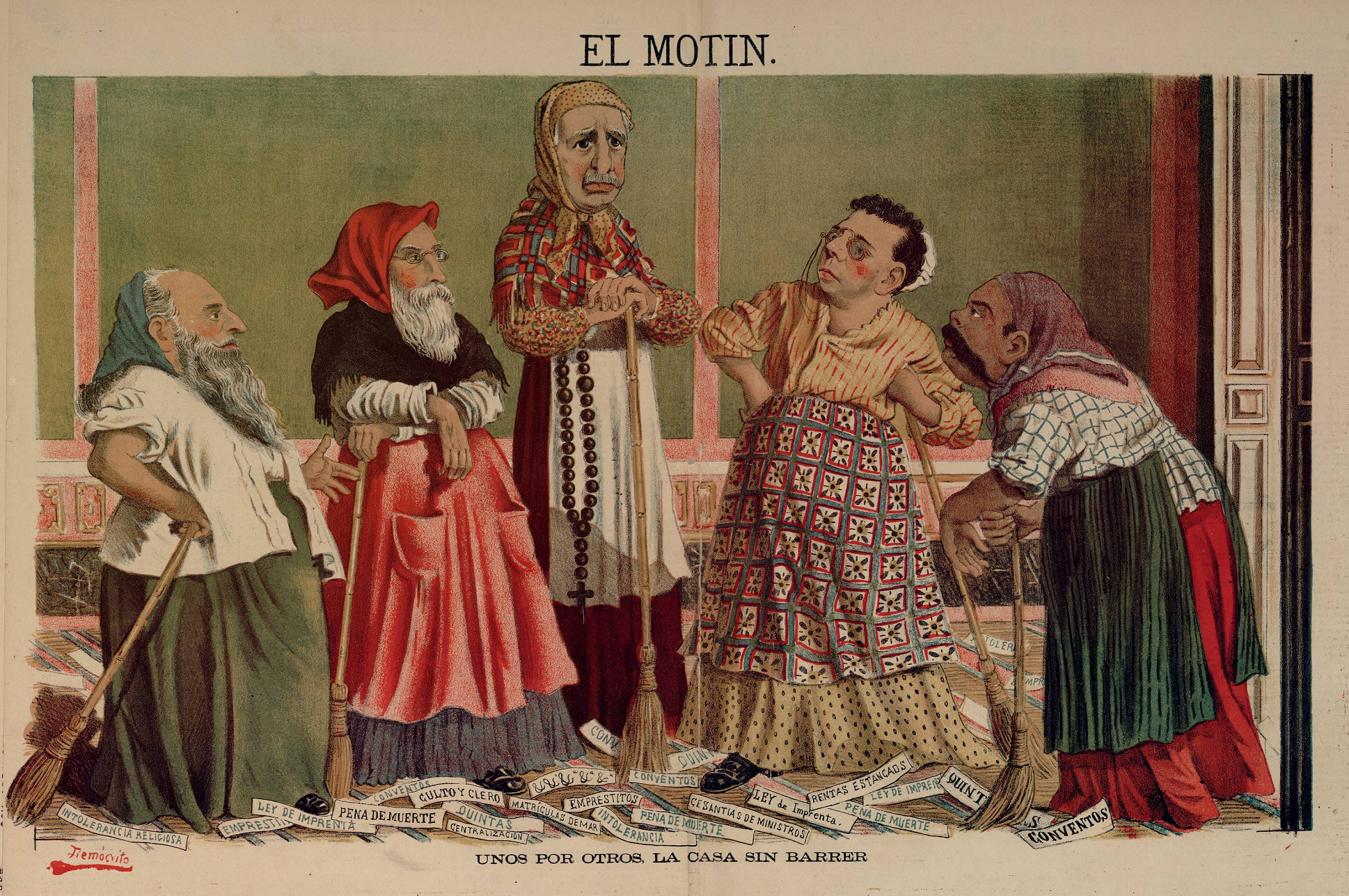
Карикатура из El Motín (2 октября 1881), показывающая раскол республиканцев. Второй справа — Мартос, который вёл переговоры с Сагастой о формировании правительства «либерального примирения» под председательством Посады Эрреры. Также фигурируют Пи-и-Маргаль (второй слева), Монтеро Риос (в центре) и Кастелар (первый справа).

В конце 1882 года династические левые начали парламентское наступление против либерального правительства Сагасты, с целью «ускорить разложение большинства». В ответ Сагаста переформировал кабинет, который, с другой стороны, испытывал давление со стороны правого крыла либералов во главле с Карлосом Наварро-и-Родриго (его последователи были известны как «треть Наварры»), который стремился заменить его в руководстве партии. По этой причине в правительство был включён Херман Гамасо, человек из «трети Наварры», в качестве министра общественных работ. Но самым значительным было то, что Сагаста избавился от наиболее правых министров своего предыдущего кабинета, в первую очередь от Мануэля Алонсо Мартинеса, заменённого во главе Министерства юстиции на Висенте Ромеро Хирона, политика из Династической левой, которого Сагаста привлёк в свои ряды.
Однако Сагаста не смог полностью достичь своей цели из-за сопротивления со стороны «кампистас» (последователей генерала Мартинеса Кампоса) и централистов (сторонников Алонсо Мартинеса), поэтому ему всё же пришлось включить в кабинет несколько правых министров, что всеми фракциями было воспринято как «временное и неудовлетворительное решение». Неудивительно, что новое правительство просуществовало всего десять месяцев. Действительно, генерал Мартинес Кампос отказался освободить пост военного министра, а также потребовал, чтобы маркиз де ла Вега де Армихо продолжал оставаться государственным министром — его собирались заменить маркизом Сардоалем, еще одним политиком, который, как и Ромеро Хирон, происходил из Династической левой — и Сагасте не оставалось иного выбора, кроме как пойти на компромисс.
Неудачное республиканское восстание в августе 1883 года и дипломатический кризис с Францией в сентябре, ослабили правительство, чем воспользовались Династическая левая и Консервативная партия Кановаса для оказания давления на Сагасту Пытаясь спасти положение, он предложил сформировать новое правительство, собираясь, как он уже сделал в январе, привлечь видного члена Династической левой. Но на этот раз ему это не удалось, и Сагасте пришлось принять предложение Кристино Мартоса о формировании на паритетных началах с династическими левыми правительства «либерального примирения» под председательством Хосе Посады Эрреры с уходом Сагасты. Историк Хосе Варела Ортега полагает, что Сагаста пошёл на компромисс, понимая что у него нет силы противостоять атаке объединённых левых в кортесах.

## Формирование и крушение правительства

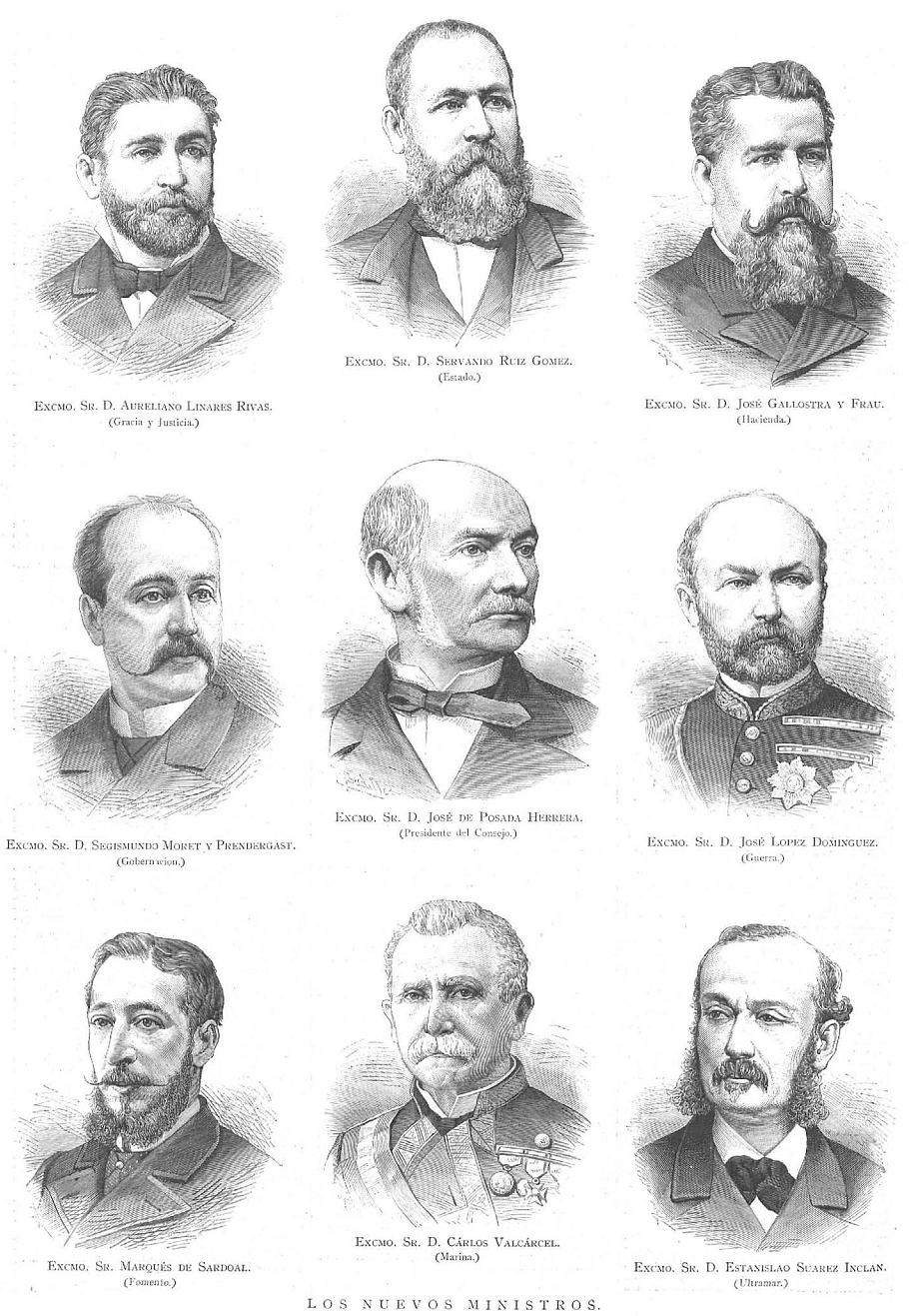
Члены кабинета «либерального примирения» Хосе Посада Эрреры.

Сагаста подал в отставку 11 октября, после чего король Альфонсо без консультаций предложил пост президента правительства, как и договорились либералы и династические левые, Хосе Посаде Эррере, который присоединился к левым несколькими месяцами ранее. Сформированный им кабинет «либерального примирения» состоял в равных долях из либералов и левых, среди которых были наиболее видные члены новой партии, включая Сехисмундо Морета, маркиза Сардоаля и Кристино Мартоса, действовавшего как «своего рода теневой глава правительства». Король назначил генерала Хосе Лопеса Домингеса, также из династических левых, военным министром. Согласно договоренности, Сагаста занял пост президента Конгресса депутатов, с которого «он, не колеблясь, сбивал с толку своих соперников [из династических левых] смутными обещаниями о готовности принять их демократическую программу…». Президентом Сената стал генерал Серрано.
Правительство Хосе де Посада Эрреры предложило очень амбициозную программу политических реформ, в которой особое внимание уделялось созданию Комиссии социальной реформы и запрету телесных наказаний для «опекаемых» (бывших рабов, которые обязаны были работать на своих хозяев в течение восьми лет с момента утверждения закона об отмене рабства на Кубе в 1880 году), но не смогло провести остальные свои предложения, поскольку, не имея декрета о роспуске кортесов, который позволило бы ему бы большинство в палате. В результате, новому кабинету приходилось договариваться о поддержке своих инициатив с партией Сагасты, которая имела это большинство. Сам Сагаста определил ситуацию фразой: «Мы имеем здесь правительство без большинства и большинство без правительства».
Столкновение между сторонниками Сагасты и левыми произошло, когда правительство предложило восстановить всеобщее (мужское) избирательное право и реформировать Конституции 1876 года. В последовавших за этим дебатах Сагаста яростно защищал, «к великой радости Кановаса», принцип совместного суверенитета короля и кортесов, фундаментальную опору политического режима Реставрации, тем самым окончательно отказавшись от принципа национального суверенитета. суверенитет, один из признаков прогрессивного либерализма. Таким образом Сагаста демонстрировал, что единство либералов без него невозможно.
В результате правительство проиграло голосование по предложению двух либеральных депутатов, предлагавших отсрочку введения всеобщего избирательного права — 221 депутатов-либералов проголосовали за отсрочку, 126 против — и было вынуждено уйти в отставку. Так, Сагаста победил своих противников из числа либералов, укрепив свои позиции в партии, а король Альфонсо XII призвал лидера Консервативной партии Кановаса де Кастильо сформировать правительство «в наказание за разобщённость» либералов. Историк Варела Ортего так комментирует произошедшее: «Либералы усвоили урок: чтобы управлять, им нужно было объединиться».

## Слияние с либералами и роспуск
Выборы 1884 года решили исход в борьбе за лидерство на либеральном фланге, поскольку либералы Сагасты получили 43 места в Конгрессе депутатов, а династические левые 36. «Выборная катастрофа ускорила исход. Одна за другой фракции левых отдавали дань уважения руководству Сагасты», — подчеркнул Хосе Варела Ортега. В июне 1885 года, через полтора года после окончания своего очень недолгого правления (оно длилось 90 дней), основная часть династических левых присоединилась к Либеральной партии Сагасты благодаря утверждению так называемого «закона о гарантиях», подготовленного Мануэлем Алонсо Мартинесом и Эухенио Монтеро Риосом. «Закон о гарантиях» стал новой программой Либеральной партии, которая включала защиту прав и свобод, признанных в Конституции, распространение избирательного права на всё мужское население и введение суда присяжных. Но самое главное в «законе о гарантиях» заключалось в отказе от принципа национального суверенитета, который всегда защищали «революционеры 1868 года», и в признании совместного суверенитета «кортесов с королем», что было главным принципом, на котором был основан политический режим Реставрации. Меньшинство династических левых во главе с генералом Хосе Лопесом Домингесом отказалось входить в партию Сагасты, поскольку им не удалось добиться включения в Конституцию предложений по «закону о гарантиях». Так, объединённая Либеральная партия преодолела кризис и вновь оказалась в состоянии претендовать на власть.